# Бердянский заказник
Бердя́нский зака́зник — лесной заказник общегосударственного значения в Донецком районе Донецкой области.
Статус заказника присвоен постановлением Совета министров УССР от 28 октября 1974 года № 500. Площадь — 413 га. Территорию заказника составляют байрачные и пойменные леса, протянувшиеся вдоль реки Крынка с комплексами луговой и прибрежно-водной растительности и степной растительности на склонах. С заказником работает ГП «Амвросиевский лесхоз»: Благодатненское и Степано-Крынское лесничества, занимаясь лесоводством в условиях засушливых степей.
Леса заказника дубово-ясеневые, также попадаются клён, ильм, груша и яблоня лесная.
Русло реки Крынка на территории заказника извилистое, шириной до 20 метров и глубиной от 1 до 4 метров. Долина реки узкая, с крутыми склонами. На склонах вдоль русла часты выходы песчаника на поверхность в виде уступов, утёсов и скал. Река играет важную роль в ландшафте заказника.
Заказник открыт для посещений, используется как место отдыха.